# New Zealand Tramways and Public Passenger Transport Employees Union
Der New Zealand Tramways and Public Passenger Transport Employees Union ist eine Gewerkschaft für Beschäftigte des öffentlichen Nahverkehrs in Neuseeland.

## Geschichte
Die Geschichte der New Zealand Tramways and Public Passenger Transport Employees Union geht wohl zurück auf das Jahr 1900, als in Auckland die Auckland Tramway Employees’ Association gegründet wurde und die Straßenbahnen noch mit Pferden gezogen werden mussten. Doch 1902 trat dann mit ihrer Gründung die Auckland Electric Tramways Union in Erscheinung. Als 1927 das Auckland Transport Board gegründet wurde, ließ sich die Gewerkschaft am 5. Mai 1927 aus dem Register austragen, bestand aber weiterhin und wurde 1931 als Auckland Transport Board’s Tramway and Omnibus Employees Union erwähnt.
1906 wurde in Wellington hingegen die National Federation of Tramways Unions gegründet.
Weitere Gewerkschaftsorganisation auf nationaler Ebene sollten folgen:
- 1906–1929 – New Zealand Federated Tramway Employees Industrial Association of Workers
- 1930–1933 – New Zealand Federated Tramway and Local Authorities Omnibus Employees Industrial Association of Workers
- 1940–1950 – New Zealand Tramways Authorities Industrial Union of Workers
- 1951–???? – New Zealand Tramways and Public Passenger Transport Authorities Employees Industrial Union of Workers

Die New Zealand Tramways and Public Passenger Transport Employees Union wurde im Mai 1991 gegründet und am 15. des Monats beim New Zealand Companies Office in Wellington offiziell registriert.

## Gewerkschaft
Die Anzahl Mitglieder der Gewerkschaft wurde per 1. März 2024 vom New Zealand Companies Office mit 1370 angegeben, doch hat die Gewerkschaft dort die Einnahmen und Ausgaben für die Jahre 2023 und 2024 mit Nil, also nicht vorhanden, deklariert. Da es auch keinen Webauftritt der Gewerkschaft gibt, lassen sich die weiteren Aktivitäten der Arbeitnehmervertretung nicht nachprüfen.
Seit dem 30. Juli 2013 existiert die New Zealand Tramways and Public Passenger Transport Employees Union Wellington Branch. Diese Gewerkschaft hat für 2024 ihre Finanzdaten offengelegt und scheint regulär zu arbeiten. Die Anzahl Mitglieder wurden vom New Zealand Companies Office mit 451 angegeben. Ob und wie die beiden Gewerkschaften zueinander in Beziehung stehen, konnte nicht geklärt werden.